# Crida de Bamako
La Crida de Bamako va ser una proclama feta el dia 18 de gener del 2006 a la ciutat de Bamako (Mali) pel membres representants de l'assemblea dels moviments socials i del fòrums mundials celebrats, tant dels temàtics com els fets a nivell nacional i a nivell continental, per definir altres objectius de desenvolupament que garantissin l'equilibri social i una nova relació entre el Nord i el Sud, amb l'eliminació de l'explotació de classes i de qualsevol discriminació per raó de gènere, de raça o de casta.

## Desenvolupament
La Crida es va fer en el marc d'una jornada dedicada a celebrar el 50è aniversari de la Conferència de Bandung (organitzada l'any 1955 pels líders independentistes, Nehru de l'Índia i Sukarno d'Indonèsia, i en la qual el Moviment de Països No Alineats havien definit els seus principis bàsics d'actuació en el nou escenari internacional de la postguerra) i de manera prèvia a la celebració del sisè Fòrum Social Mundial a la ciutat de Caracas (Veneçuela), entre els dies 24-29 de gener del 2006. A partir de l'experiència dels darrers anys, la Crida volia fer una aportació a l'emergència d'un nou subjecte popular històric que permetés la definició i la promoció d'alternatives capaces de mobilitzar les forces socials i polítiques per a la superació del sistema capitalista, amb la consolidació d'uns nous principis humans bàsics: el dret a la vida per a tothom i la necessitat d'un ordre social on imperi la pau, la justícia i la diversitat.

## Principis
A Bamako també es va voler definir la manera d'aconseguir la plena realització d'aquests objectius, tant a nivell local com a escala de tota la humanitat; i això segons els següents principis:
1. Construir un món basat en la solidaritat dels éssers humans i dels pobles.
2. Construir un món basat en l'afirmació plena i completa dels ciutadans i les ciutadanes, i la plena igualtat de sexes.
3. Construir una civilització universal que ofereixi a la diversitat, en tots els seus àmbits, el seu ple potencial de desplegament creador.
4. Construir la socialització mitjançant la democràcia.
5. Construir un món basat en el reconeixement de l'estatut no mercantil de la natura i dels recursos del planeta i de les terres agrícoles.
6. Construir un món basat en el reconeixement de l'estatut no mercantil de la producció intel·lectual i dels coneixements científics, en matèria d'educació i de salut.
7. Promoure les polítiques que vinculen fortament la democràcia sense límits, el progrés social i l'afirmació de l'autonomia de les nacions i dels pobles.
8. Afirmar la solidaritat dels pobles del Nord i del Sud en la construcció d'un internacionalisme basat en l'antiimperialisme.

En el treball fet en comissions al voltant d'aquests Principis, s'afirmà la voluntat de construir un nou internacionalisme dels pobles del Nord i del Sud, que poses fre a la dictadura dels mercats financers i el desplegament mundial de les grans companyies transnacionals, a partir de la solidaritat dels pobles i les nacions dels cinc continents i de la construcció del necessari consens polític, econòmic i cultural alternatiu a la mundialització neoliberal i militar dels EUA i els seus aliats.

## Objectius i propostes
A partir d'aquests Principis, la Crida definia un seguit d'objectius a llarg termini i de propostes d'actuació immediata:
1. Per un sistema mundial multipolar fundat sobre la pau, el dret i la negociació.
2. Per una reorganització econòmica del sistema mundial.
3. Per unes noves regionalitzacions al servei dels pobles i que enforteixin al Sud en les negociacions globals.
4. Per una gestió democràtica dels recursos naturals del planeta.
5. Per un futur millor de les agricultures camperoles.
6. Per la construcció d'un front unit de tots els treballadors.
7. Per una democratització de les societats que permeti un ple desenvolupament humà.
8. Per l'erradicació de totes les formes d'opressió, explotació i alienació de les dones.
9. Per una gestió democràtica dels mitjans de comunicació i de la diversitat cultural.
10. Per la democratització de les organitzacions internacionals i la institucionalització d'un ordre internacional multipolar.

A partir d'aquí, es varen crear grups de treball per a cada proposta, un treball a realitzar al llarg de l'any sobre la base del desenvolupament detallat de cada una, amb la voluntat de crear sinergies i solidaritats per sobre de les fronteres geogràfiques i sectorials, i poder ser objecte d'avaluació en properes trobades.